# Pied-à-terre

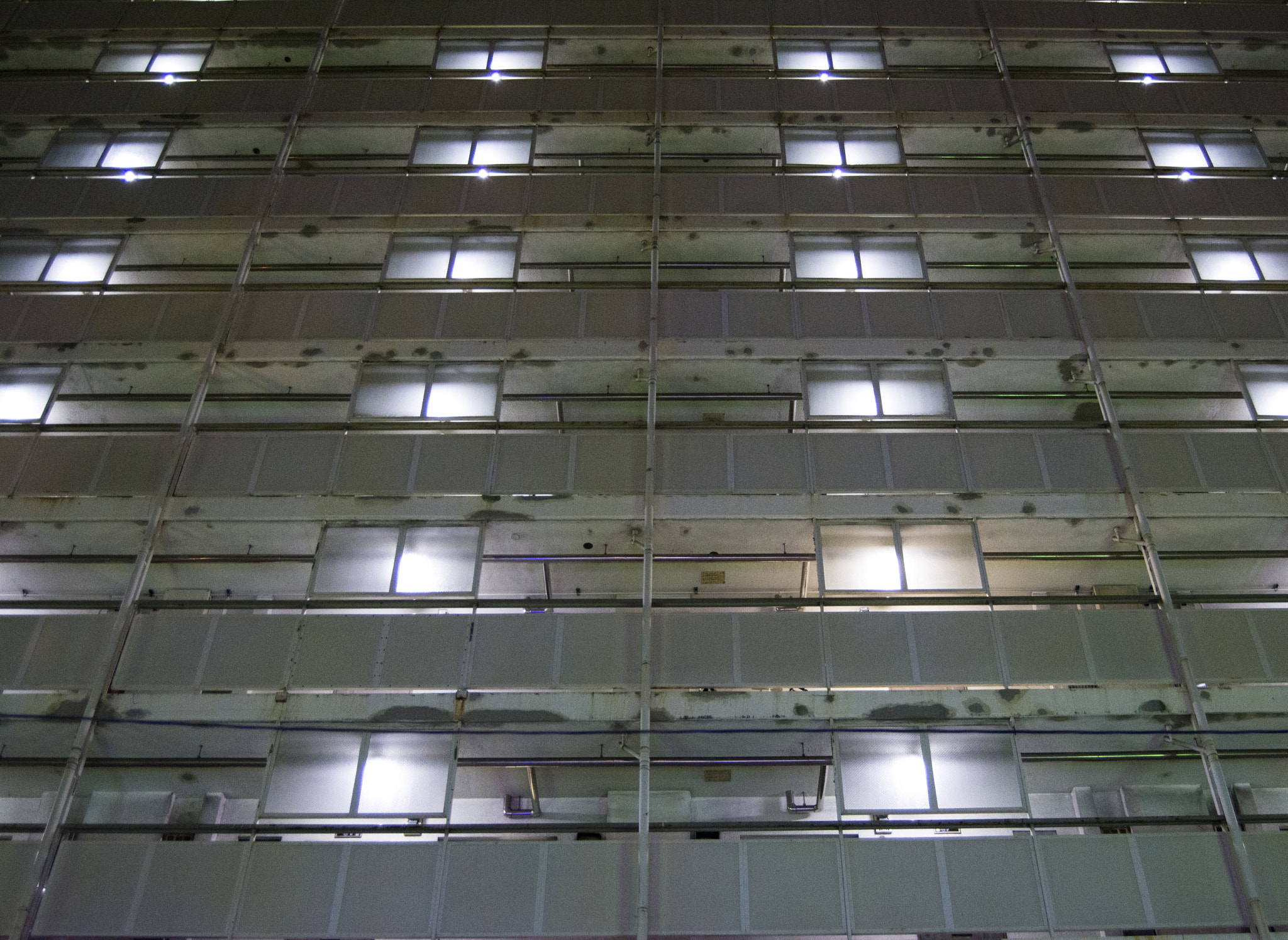
Un bloque de apartamentos en el centro de la ciudad es una forma común de pied-à-terre.

Un pied-à-terre ( pronunciación en francés: /pjetaˈtɛʁ/  ; francés para «pie en el suelo») es un pequeño inmueble para vivienda, por ejemplo, un apartamento o condominio, generalmente ubicado en una gran ciudad a cierta distancia de la residencia principal. El término implica el uso de la propiedad como una segunda residencia temporal, pero no como una casa de vacaciones, ya sea durante parte del año o parte de la semana laboral, generalmente por una persona razonablemente acaudalada.  Si la residencia principal del propietario está cerca, el término también implica que la residencia le permite al propietario utilizar su residencia principal como casa de vacaciones.
El pieds-à-terre atrajo la discusión durante la década de 2010 en París y Nueva York, donde se argumenta que causan una reducción en la oferta general de viviendas. Se ha discutido un impuesto sobre tales unidades desde 2014. Un proyecto de ley de 2019 en la Asamblea del Estado de Nueva York que impondría un impuesto recurrente a los pieds-à-terre de lujo fue bloqueado después de la intensa presión de los desarrolladores de bienes raíces y sus cabilderos contratados.
En 2014, The New York Times informó que el 57 por ciento de las unidades en un tramo de tres cuadras del centro de Manhattan estaban vacantes durante la mitad del año. Muchos de los edificios mencionados limitan con Central Park y se han conocido como Billionaires' Row. La senadora del estado de Nueva York, Liz Krueger, cuyo distrito incluye Midtown, declaró: "Mi distrito tiene algunos de los valores de tierra más caros del mundo: estoy en la zona cero para los compradores extranjeros. Me reuní con un desarrollador que está construyendo uno de esos edificios multimillonarios en la calle 57 y me dijo: 'No te preocupes, no necesitarás más servicios, porque los compradores no enviarán a sus hijos a la escuela aquí, no habrá tráfico '". Algunos edificios cooperativos en la ciudad de Nueva York también tienen restricciones para los compradores de pied-à-terre.  
A partir de 2010, las ciudades francesas con más de 200 000 habitantes tienen un contrato de arrendamiento mínimo de un año para apartamentos, para tomar medidas enérgicas contra los pieds-à-terre que se ofrecen como alquileres a corto plazo. Si bien, según los informes, los Países Bajos en general no tienen tradición en pieds-à-terre, han comenzado a estar sujetos a regulación en Ámsterdam.